# Alvis FWD

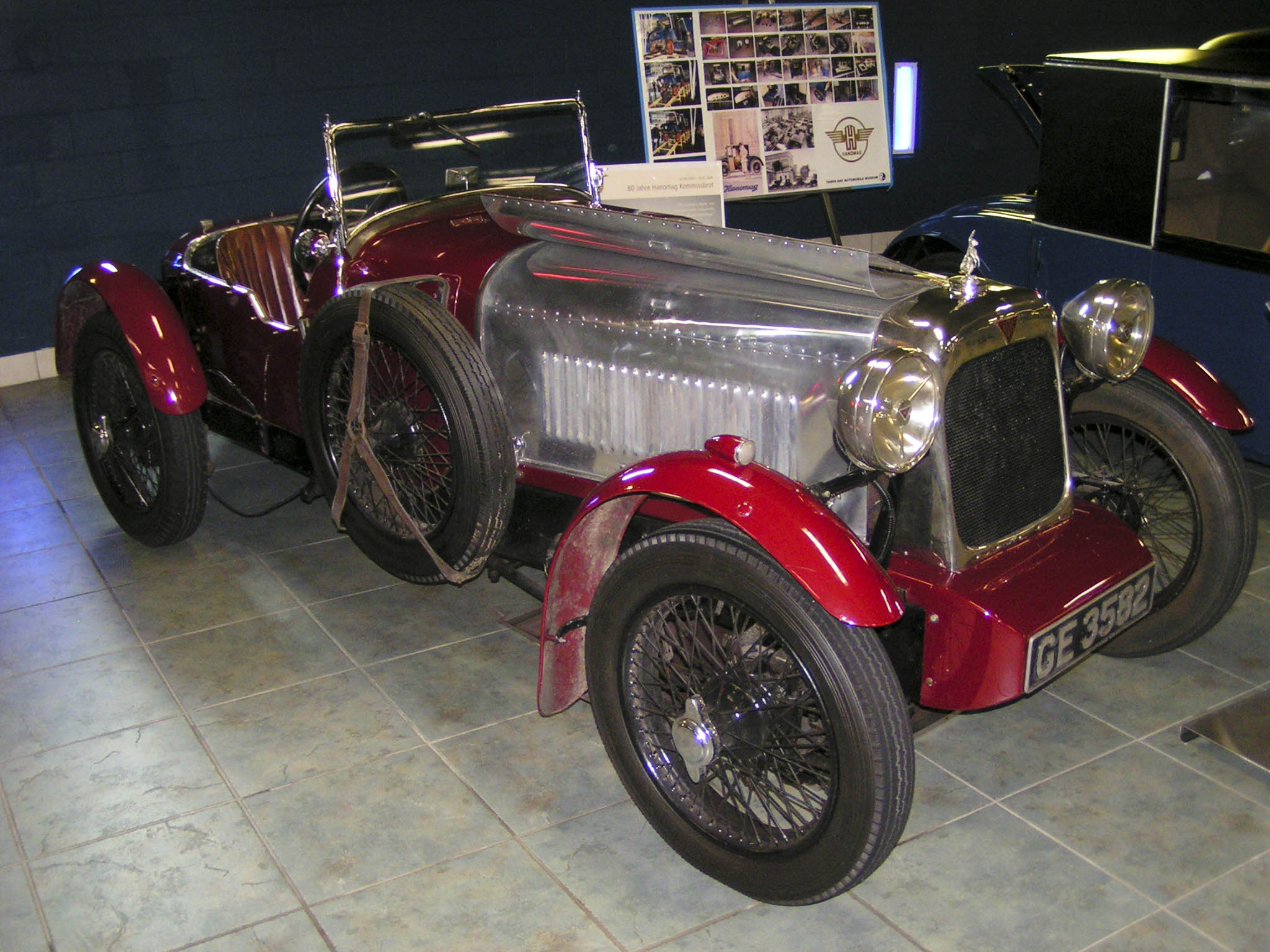
Alvis FWD FD mit Kompressor (1928)

Der Alvis FWD – auch Alvis 12/75 – war ein PKW, den Alvis von 1928 bis 1930 fertigte.
Dieses Modell war komplett neu konstruiert und hatte technisch kaum etwas mit den bisher gefertigten Straßenmodellen zu tun. Es war vielmehr das Ergebnis von Erfahrungen, die Alvis mit Frontantriebsfahrzeugen gesammelt hatte, die man seit 1925 im Motorsport eingesetzt und kontinuierlich weiterentwickelt hatte. Der große Aufwand für den Motorsport, der bei Alvis große Ressourcen in der technischen Entwicklung und bei den Geldmitteln gebunden hatte, sollte sich nun durch das neue, fortschrittliche Straßenmodell auszahlen.
Mit dem Modell FWD, das die bisherigen Modelle 12/50 SD, 12/50 TG und 12/50 TH ablösen sollte, wandte sich Alvis im Mittelklassesegment an eine neue Käuferschicht, weg von der bisherigen, eher konservativen, hin zu einer jüngeren, technisch aufgeschlosseneren.
Der Wagen hatte einen Vierzylinder-Reihenmotor mit obenliegender Nockenwelle. Der mit einem einzelnen Solex-Vergaser ausgestattete Motor mit 1482 cm³ Hubraum (Bohrung × Hub = 68 mm × 102 mm) leistete 50 bhp (37 kW) bei 5500/min. Auf Wunsch konnte ein Kompressor angeflanscht, die Vergaseranlage auf zwei Solex-Vergaser erweitert und die Verdichtung von 1:5,7 auf 1: 5,0 zurückgenommen werden. Damit erzielte der Motor eine Spitzenleistung von 75 bhp (55 kW). Die Wagen erreichten eine Höchstgeschwindigkeit von ca. 136 km/h.
Besonders war auch das Fahrwerk: Alle 4 Räder hatten Einzelradaufhängung an viertelelliptischen Querblattfedern nach Art einer Doppelquerlenkerradaufhängung. Die Vorderräder waren angetrieben.
Die Varianten FA und FD hatten mit 2591 mm einen kurzen Radstand, bei FB und FE (erstere nur 1928 gefertigt) war er mit 3048 mm deutlich länger. All diese Varianten erfüllten nicht die Vertriebserwartungen des Herstellers und wurden daher schon 1929 wieder aus dem Programm genommen.
1929 erschien dann ein Roadster auf dem langen Fahrgestell, der mit einem Achtzylindermotor mit zwei obenliegenden Nockenwellen ausgestattet war. Der Hubraum des 8/15 war mit 1491 cm³ (Bohrung × Hub = 55 mm × 78,5 mm) nur unwesentlich größer als der des Vierzylinders, aber die Leistung des mit einem einzelnen SU-Vergaser ausgestatteten Motors lag bei 125 bhp (92 kW). Damit erreichte der Wagen eine Höchstgeschwindigkeit von 168 km/h und war auch in etlichen Rennen erfolgreich. 1930 wurde das Modell ersatzlos eingestellt.
Für den Hersteller Alvis war der FWD letztlich kein wirtschaftlicher Erfolg, sondern verschärfte sogar die wirtschaftliche Krise des Unternehmens: Für den Alltagseinsatz war die fortschrittliche Technik noch nicht ausgereift genug und der Bruch mit technischen Gewohnheiten für die bisherige, eher konservative Kundschaft zu groß. Vor allem aber fiel die Einführung des FWD mit dem allgemeinen wirtschaftlichen Niedergang im Zuge der Weltwirtschaftskrise zusammen. Nach einer Restrukturierung ersetzte Alvis die FWD-Baureihe durch das konservative Modell 12/50 TJ
.